# Si Rijigawa
Si Rijigawa (chiń. 斯日吉嘎瓦; ur. 8 października 1986 w regionie autonomicznym Mongolia Wewnętrzna) – chiński judoka. Olimpijczyk z Pekinu 2008, gdzie zajął dziewiąte miejsce w kategorii 73 kg.
Brązowy medalista mistrzostw Azji w 2011 roku.

## Letnie Igrzyska Olimpijskie 2008
| Konkurencja | Walki                | Walki                | Walki                 | Walki                    | Klas. końcowa |
| Konkurencja | 1/16                 | 1/8                  | 1/4                   | Repasaże                 | Miejsce       |
| ----------- | -------------------- | -------------------- | --------------------- | ------------------------ | ------------- |
| waga lekka  | Richard León (VEN) W | Sezer Huysuz (TUR) W | Rasul Bokijew (TJK) P | Hennadij Biłodid (UKR) P | IX            |